# Mikhaïl Grigorenko
Pour les articles homonymes, voir Grigorenko.
Mikhaïl Olegovitch Grigorenko - en russe : Михаил Олегович Григоренко - (né le 16 mai 1994 à Khabarovsk en Russie) est un joueur professionnel russe de hockey sur glace. Il évolue au poste de centre.

## Biographie

### Carrière en club
Formé à l'Amour Khabarovsk, il rejoint les équipes de jeunes du HK CSKA Moscou. En 2010, il débute dans la Molodiojnaïa Hokkeïnaïa Liga avec la Krasnaïa Armia, l'équipe MHL du CSKA. L'équipe décroche la Coupe Kharlamov 2011 en battant en finale les tenants du titre, les Stalnye Lissy, équipe réserve du Metallourg Magnitogorsk, quatre victoires à zéro. Il est sélectionné en huitième position lors du repêchage d'entrée dans la KHL 2011 par le CSKA qui le protège pour conserver ses droits. Il est sélectionné en première ronde en deuxième position lors de la sélection européenne 2011 de la Ligue canadienne de hockey par les Remparts de Québec. Il part alors en Amérique du Nord et s'aligne avec les Remparts dans la Ligue de hockey junior majeur du Québec. Il est choisi au premier tour, en douzième position par les Sabres de Buffalo lors du repêchage d'entrée dans la LNH 2012. Le 20 janvier 2013, il joue son premier match dans la Ligue nationale de hockey avec les Sabres de Buffalo face aux Flyers de Philadelphie. Il marque son premier but le 29 janvier face aux Maple Leafs de Toronto pour sa sixième partie.
Le 26 juin 2015, il est échangé à l'Avalanche du Colorado en compagnie de Nikita Zadorov, J. T. Compher et un choix de deuxième tour pour 2015 contre Ryan O'Reilly et Jamie McGinn.
Le 16 juillet 2015, il signe son premier contrat avec l'Avalanche du Colorado pour une saison et un salaire de 680 000 dollars. Le 14 novembre 2015, il marque son premier but avec l'Avalanche contre les Canadiens de Montréal.
Le 20 avril 2020, il signe un contrat d'une saison avec les Blue Jackets de Columbus.

### Carrière internationale
Il représente la Russie en sélection jeune. Lors du championnat du monde moins de 18 ans 2011, il inscrit 18 points. Le coéquipier de Grigorenko, également joueur de la Krasnaïa Armia, Nikita Koutcherov établit le record de points lors d'un championnat du monde moins de 18 ans avec un total de 21. La prestation de Grigorenko est alors le deuxième de l'histoire ex æquo avec le précédent record d'Aleksandr Ovetchkine en championnat du monde moins de 18 ans 2002. Battue en demi-finale 3-1 par la Suède, la Russie prend la troisième place face au Canada en s'imposant 6-4. Naïl Iakoupov inscrit quatre points dont un triplé et Grigorenko marque trois assistances. Il représente les athlètes olympiques de Russie lors des Jeux Olympiques de 2018 à Pyeongchang, en Corée du Sud

## Trophées et honneurs personnels

### Championnat du monde moins de 18 ans
- 2011 : termine meilleur passeur.

### Ligue canadienne de hockey
- 2012 : nommé recrue de la saison.

### Ligue continentale de hockey
- 3x vainqueur de la Coupe Gagarine avec le CSKA Moscou en 2019, 2022 et 2023.
- MVP de la finale de la Coupe Gagarine en 2023.

### Équipe nationale de Russie
- Champion olympique en 2018.
- Médaille d’argent aux Jeux olympiques en 2022.
- Médaille de bronze au Championnat du monde de hockey sur glace en 2019.

## Statistiques

### En club
| Saison     | Équipe                   | Ligue      |                   | Saison régulière  | Saison régulière  | Saison régulière  | Saison régulière  | Saison régulière |    | Séries éliminatoires | Séries éliminatoires | Séries éliminatoires | Séries éliminatoires | Séries éliminatoires |
| Saison     | Équipe                   | Ligue      | PJ                | B                 | A                 | Pts               | Pun               | PJ               | B  | A                    | Pts                  | Pun                  |                      |                      |
| 2010-2011  | Krasnaïa Armia           | MHL        | 43                | 17                | 16                | 35                | 22                | 10               | 1  | 4                    | 5                    | 4                    |                      |                      |
| 2011-2012  | Remparts de Québec       | LHJMQ      | 59                | 40                | 45                | 85                | 12                | 11               | 3  | 7                    | 10                   | 4                    |                      |                      |
| 2012-2013  | Sabres de Buffalo        | LNH        | 25                | 1                 | 4                 | 5                 | 0                 | -                | -  | -                    | -                    | -                    |                      |                      |
| 2012-2013  | Remparts de Québec       | LHJMQ      | 33                | 30                | 24                | 54                | 8                 | 11               | 5  | 9                    | 14                   | 0                    |                      |                      |
| 2012-2013  | Americans de Rochester   | LAH        | -                 | -                 | -                 | -                 | -                 | 2                | 0  | 0                    | 0                    | 0                    |                      |                      |
| 2013-2014  | Sabres de Buffalo        | LNH        | 18                | 2                 | 1                 | 3                 | 2                 | -                | -  | -                    | -                    | -                    |                      |                      |
| 2013-2014  | Remparts de Québec       | LHJMQ      | 23                | 15                | 24                | 39                | 6                 | 5                | 1  | 8                    | 9                    | 6                    |                      |                      |
| 2013-2014  | Americans de Rochester   | LAH        | 9                 | 0                 | 4                 | 4                 | 0                 | 5                | 0  | 0                    | 0                    | 2                    |                      |                      |
| 2014-2015  | Americans de Rochester   | LAH        | 41                | 12                | 22                | 34                | 25                | -                | -  | -                    | -                    | -                    |                      |                      |
| 2014-2015  | Sabres de Buffalo        | LNH        | 25                | 3                 | 3                 | 6                 | 2                 | -                | -  | -                    | -                    | -                    |                      |                      |
| 2015-2016  | Avalanche du Colorado    | LNH        | 74                | 6                 | 21                | 27                | 8                 | -                | -  | -                    | -                    | -                    |                      |                      |
| 2016-2017  | Avalanche du Colorado    | LNH        | 75                | 10                | 13                | 23                | 18                | -                | -  | -                    | -                    | -                    |                      |                      |
| 2017-2018  | HK CSKA Moscou           | KHL        | 45                | 10                | 13                | 23                | 14                | 21               | 9  | 4                    | 13                   | 28                   |                      |                      |
| 2018-2019  | HK CSKA Moscou           | KHL        | 55                | 17                | 35                | 52                | 10                | 20               | 13 | 8                    | 21                   | 10                   |                      |                      |
| 2019-2020  | HK CSKA Moscou           | KHL        | 47                | 19                | 22                | 41                | 4                 | 4                | 1  | 1                    | 2                    | 0                    |                      |                      |
| 2020-2021  | Blue Jackets de Columbus | LNH        | 32                | 4                 | 8                 | 12                | 6                 | -                | -  | -                    | -                    | -                    |                      |                      |
| 2021-2022  | HK CSKA Moscou           | KHL        | 41                | 18                | 15                | 33                | 8                 | 22               | 8  | 4                    | 12                   | 2                    |                      |                      |
| 2022-2023  | HK CSKA Moscou           | KHL        | 64                | 22                | 27                | 49                | 8                 | 27               | 12 | 13                   | 25                   | 0                    |                      |                      |
| 2023-2024  | HK CSKA Moscou           | KHL        | 59                | 18                | 27                | 45                | 12                | 5                | 3  | 4                    | 7                    | 0                    |                      |                      |
| 2024-2025  | SKA Saint-Pétersbourg    | KHL        | Saison en cours ? | Saison en cours ? | Saison en cours ? | Saison en cours ? | Saison en cours ? |                  |    |                      |                      |                      |                      |                      |
| Totaux LNH | Totaux LNH               | Totaux LNH | 249               | 26                | 50                | 76                | 36                | -                | -  | -                    | -                    | -                    |                      |                      |

### En équipe nationale
| Année | Équipe     | Compétition                  |    | PJ | B  | A  | Pts | Pun | +/-                |  | Résultat |
| 2011  | Russie U18 | Championnat du monde -18 ans | 7  | 4  | 14 | 18 | 18  | +10 | Médaille de bronze |  |          |
| 2012  | Russie U20 | Championnat du monde junior  | 6  | 2  | 3  | 5  | 0   | +2  | Médaille d'argent  |  |          |
| 2013  | Russie U20 | Championnat du monde junior  | 7  | 2  | 4  | 6  | 2   | +4  | Médaille de bronze |  |          |
| 2014  | Russie U20 | Championnat du monde junior  | 7  | 5  | 3  | 8  | 0   | +6  | Médaille de bronze |  |          |
| 2018  | OAR        | Jeux olympiques              | 6  | 1  | 3  | 4  | 0   | +1  | Médaille d'or      |  |          |
| 2018  | Russie     | Championnat du monde         | 8  | 4  | 2  | 6  | 0   | +7  | 6e place           |  |          |
| 2019  | Russie     | Championnat du monde         | 10 | 4  | 1  | 5  | 2   | +3  | Médaille de bronze |  |          |
| 2021  | ROC        | Championnat du monde         | 5  | 3  | 4  | 7  | 2   | +7  | 5e place           |  |          |